# Gontyna Kry
Gontyna Kry – polski zespół blackmetalowy w środkowym okresie działalności zaliczany do nurtu NSBM, z czasem dystansujący się od tematyki politycznej oraz od satanizmu. Gontyna Kry w 2011 roku znalazła się na liście Anti-Defamation League wymieniającej zespoły wykonujące "muzykę nienawiści".

## Albumy
- 2001 Krew naszych ojców[6]
- 2008 The Blood of Our Fathers[7]
- 2008 Arystokracja Ducha[8]